# Film Mania
Film Mania este un canal de televiziune ce difuzează filme și aparține de AMC Networks International. A fost lansat în 2012 în Ungaria și în aprilie 2024 în România unde este distribuit de rețelele Vodafone, Orange, NextGen și Digi.
Postul are ca public țintă adulții peste 35 de ani, atât din mediul urban, cât și rural, indiferent de gen.